# Кейк (гидроаэропорт)
Гидроаэропорт «Кейк» (англ. Kake Seaplane Base), (ИАТА: KAE, FAA LID: KAE) — государственный гражданский гидроаэропорт, расположенный в населённом пункте Кейк (Аляска), США. Гидроаэропорт находится вблизи гражданского аэропорта «Кейк» (ИКАО: PAFE, FAA LID: AFE).

## Операционная деятельность
Гидроаэропорт «Кейк» находится на уровне моря и эксплуатирует одну взлётно-посадочную полосу, предназначенную для обслуживания гидросамолётов:
- NW/SE размерами 3048×1219 метров.

За период с 31 декабря 2003 года по 31 декабря 2004 года гидроаэропорт «Кейк» обработал 1000 операций взлётов и посадок самолётов, из них 50 % пришлось на рейсы аэротакси и 50 % — составили рейсы авиации общего назначения.